# Santuario Nacional de Nuestra Señora del Perpetuo Socorro
El Santuario Nacional de Nuestra Señora del Perpetuo Socorro (en tagalo: Pambansang Dambana ng Ina ng Laging Saklolo) también conocida como la iglesia redentorista, popularmente conocida como la iglesia de Baclaran, se trata de una prominente iglesia católica de rito latino en Filipinas.
El santuario es una de las mayores iglesias marianas en las Filipinas, autorizadas por la Santa Sede a permanecer abiertas los 7 días de la semana durante las 24 horas del día, y alberga una de las imágenes marianas más veneradas y célebres del país, llamada Nuestra Madre del Perpetuo Socorro, a la que los religiosos locales atribuyen "poderes milagrosos" y acontecimientos históricos. El santuario es la sede principal de los sacerdotes redentoristas que viven en las Filipinas.